# Football aux îles Féroé
Le Football aux îles Féroé est le sport le plus populaire et le plus pratiqué (environ 5 000 licenciés). Il devance le handball, le volley-ball et l'aviron.

## Histoire

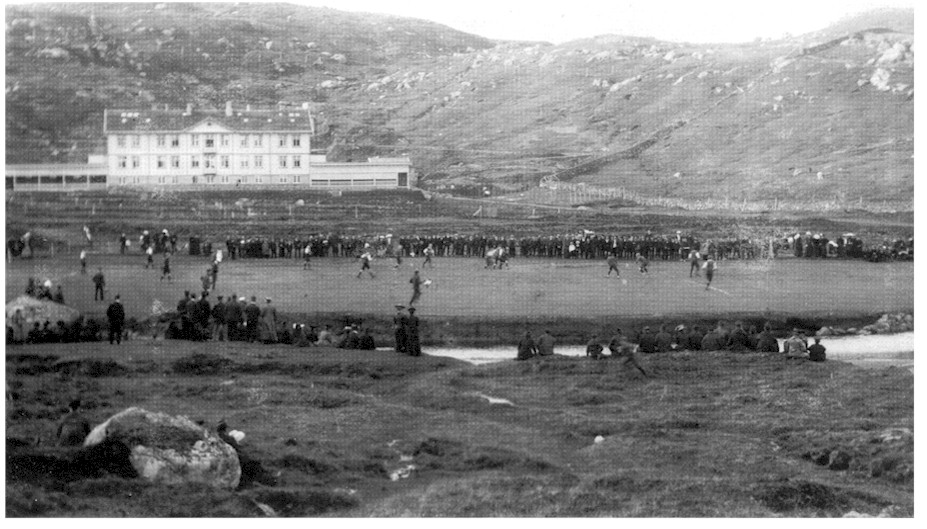
Match de football aux îles Féroé en 1909.

Le football commence à être pratiqué aux îles Féroé vers la fin du XIXe siècle et prend petit à petit de l'ampleur. Il faudra néanmoins attendre 1930 pour qu'une sélection réunissant les meilleurs joueurs de l'archipel ne soit créée. À cette époque, les Féroé ne sont encore qu'une région du Danemark et l'équipe évolue sous le statut d'équipe régionale. Le premier match a lieu aux Shetland le 10 juin 1930 contre la sélection régionale locale et c'est les Shetland qui gagnent en battant les Féroé 5 à 1. Deux autres matchs sont joués dans le courant du mois, le 12 et 14 juin, toujours contre les Shetland, mais les Féroé n'arrivent qu'à faire un match nul et s'inclinent lors du dernier match. Un mois plus tard, en juillet 1930, est organisé contre l'équipe d'Islande de football le premier match de la sélection aux îles Féroé. Ce match est aussi le premier match contre l'Islande, l'adversaire contre qui les Féroé ont joué le plus de matchs. Les Féroé s'inclinent 1 à 0.

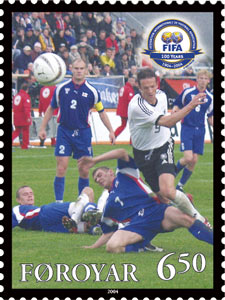
Match Îles Féroé-Allemagne du 11 juin 2003 : Johannesen (n°2) et Benjaminsen (n°7) contre Bobic.

Après ces quelques matchs, la sélection des îles Féroé ne joue plus et ne recommencera à jouer qu'après la reconnaissance de l'archipel en tant que territoire autonome du Danemark. Ainsi en 1948, l'équipe est de retour et s'imposera 4-1 contre les Shetland pour son seul match de l'année, match qui permet de remporter l'Adam Shield. C'est au sein de ce trophée que les Féroé battront à nouveau les Shetland 7 à 2 en 1951 et 5 à 0 en 1953. Dans les années qui suivront, jusqu'à l'affiliation de l'équipe à la FIFA et à l'UEFA, les Féroé auront joué leurs matchs contre les Shetland, le Groenland, l'Islande, des sélections espoirs ou réservistes du Danemark et contre les Orcades. En 1988, grâce à la FSF les Féroé sont affiliées à la FIFA et jouent leur premier match reconnu officiellement contre l'Islande à Reykjavik. Ce match se soldera par une défaite des îles Féroé 1 à 0.
Les Féroé prennent part à leurs premières éliminatoires en 1990 lors des éliminatoires du championnat d'Europe de football 1992. Le 12 septembre 1990, ils jouent ainsi leur premier match comptant pour une compétition officielle et internationale contre l'Autriche. Le match se déroule en Suède, à Landskrona, à cause de l'absence de stade disposant de pelouse aux Îles Féroé. L'équipe Féroïenne est alors exclusivement composée de joueurs amateurs et peu de gens ne s'attendent à autre chose qu'une victoire autrichienne. Néanmoins les Féroïens créaient la surprise et réussissent à gagner le match 1-0 grâce à un but de Torkil Nielsen qui manquera même de marquer un deuxième but plus tard dans le match. L'Autriche n'arrivait pas à marquer et le gardien d'alors, Jens Martin Knudsen, est ainsi devenu connu grâce à ses parades face aux attaquants Autrichiens et à son célèbre bonnet.

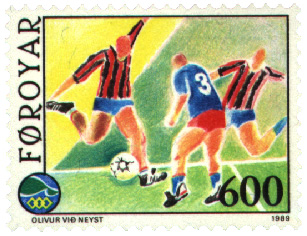
Timbre féroïen consacré au football.

Depuis les Féroé n'ont pas réussi à rééditer cet exploit et restent dans le bas du classement malgré quelques victoires contre des équipes comme le Luxembourg, Saint-Marin ou le Liechtenstein. Néanmoins, le 2 juin 2007, lors des éliminatoires de l'Euro 2008, les Féroé furent seulement battus deux buts à un par l'Italie qui avait été sacrée championne du monde en 2006. Puis le 11 octobre 2008, les Féroé jouent à nouveau contre l'Autriche, dans un match très médiatisé par les médias locaux, ils parviennent à accrocher un match nul 1 à 1, après avoir mené au score grâce à un but de Bogi Løkin, le fils d'un joueur du match de Landskrona en 1990.
Le 9 septembre 2009, en éliminatoire de la Coupe du monde 2010, les îles Féroé s'imposent 2 à 1 face à la Lituanie à Svangaskarð à Toftir. Les deux buts de Súni Olsen sur coup franc et de Arnbjørn Hansen à la suite d'un corner permettent aux îles Féroé de remporter un match contre une équipe importante, chose que la presse locale qualifiera d'historique depuis la victoire contre l'Autriche en 1990.

## Compétition

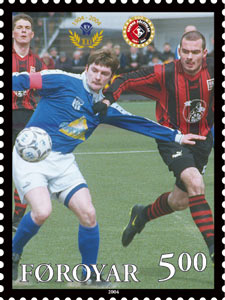
Timbre féroïen du match KÍ Klaksvík contre HB Tórshavn.

Les compétitions de football sont organisés par la Fédération des îles Féroé de football.
Le championnat des îles Féroé de football a été créé en 1942 pendant l'occupation britannique de l'archipel. Lors de ce premier championnat s'appelant alors Meistaradeildin (Division des Champions), c'est le KÍ qui devient le premier champion de l'histoire, deux ans plus tard en 1944 le championnat n'a pas lieu –pour la seule fois de son histoire–, en raison d'un nombre insuffisant de ballons de football sur l'archipel. En 1950, le championnat change de format et adopte un système de championnat par matchs aller-retour . Lors de l'édition de 1976 le championnat change de nom et est renommé 1. Deild (1re Division), il garde ce nom jusqu'en 2005 où, avec l'arrivée du sponsor Formula, il devient la Formuladeildin (Division Formula). En février 2009, le sponsor Formula arrête le contrat en cours et Vodafone prend le relais pour 3 ans; le championnat est renommé, d'après son nom, Vodafonedeildin. Le HB et le KÍ sont les deux plus grands clubs et rivaux de l'archipel, ayant été respectivement 20 et 17 fois Føroyameisteri (Champion des îles Féroé).
Les clubs féroïens participent aux coupes d'Europe de l'UEFA depuis 1993. Le B36 Tórshavn, le KÍ Klaksvík, et le GÍ Gøta rentrent dans l'histoire puisqu'ils sont les premiers clubs féroïens à participer à une coupe d'Europe. Deux clubs de la capitale, Tórshavn, le HB et le B36 sont les seuls clubs à avoir passé un tour préliminaire en coupe d'Europe.
Il faut attendre 1985 pour voir la création du championnat des îles Féroé de football féminin. En 1955, la fédération met en place la Coupe des îles Féroé de football.

## Records
Les îles Féroé sont le pays membre de la FIFA présentant la plus forte proportion de licenciés : près de 5 700 au début des années 2020, pour une population de moins de 55 000 habitants. En comptant également les amateurs non-licenciés, se chiffrant à plusieurs milliers supplémentaires, c'est donc près d'un habitant sur six aux Féroé qui pratique le football.
En 1998, le match Féroé-Malte au Svangaskarð, gagné 2 buts à 1, a connu un record d'affluence avec 6 642 personnes, soit 15 % de la population des Féroé de l'époque.

## Joueurs et entraîneurs
La quasi-totalité des joueurs sont des amateurs,.
Les îles Féroé ne comptent que deux entraîneurs détenteur de la licence A, le diplôme d'entraîneur professionnel de l'UEFA.

## Stades

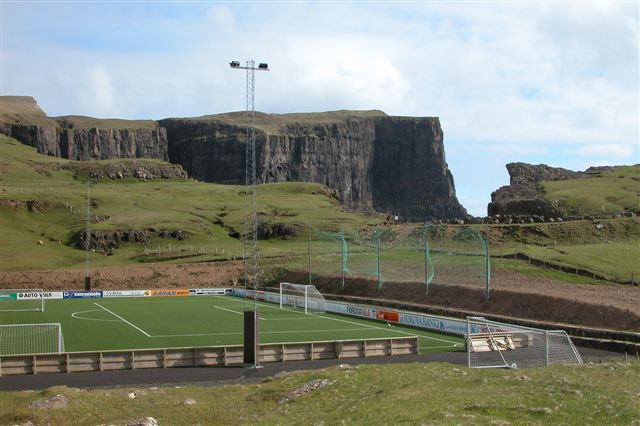
Le stade Vesturi á Eidinum à Vágur.

Les stades où évolue l'équipe nationale sont le stade Tórsvøllur à Tórshavn, d'une capacité de 6000 places il a été construit en 2000, et le stade de Svangaskarð à Toftir où elle évolue depuis 1990.